# Vườn quốc gia Semenic-Cheile Carașului
Vườn quốc gia Semenic-Cheile Carașului (tiếng Romania: Parcul Naţional Semenic-Cheile Caraşului) là một vườn quốc gia nằm tại hạt Caraș-Severin, tây nam Rumani. Nó bảo vệ khu vực tự nhiên của dãy núi Anina và Semenic thuộc dãy núi Banat. Với diện tích 35.664,80 ha, vườn quốc gia được thành lập vào năm 2000 là khu vực cảnh quan của hẻm núi, hang động, hố sụt, rặng núi, thung lũng, đồng cỏ, rừng với một lượng lớn các loài động thực vật hoang dã. Một số loài trong đó là loài đặc hữu và cực kỳ quý hiếm. Đây cũng là một trong những khu vực có rừng sồi nguyên sinh lớn nhất châu Âu nằm tại khu bảo tồn Izvoarele Nerei đã được UNESCO công nhận là Di sản thế giới như là một phần của Các khu rừng sồi nguyên sinh trên dãy Carpath và các khu vực khác của châu Âu.